# Крістоф Каза
Крістоф Каза (фр. Christophe Casa; нар. 30 травня 1957) — колишній французький тенісист.
Найвищу одиночну позицію світового рейтингу — 146 місце досяг 22 грудня 1980, парну — 727 місце — 16 липня 1984 року.
Найвищим досягненням на турнірах Великого шолома було 2 коло в одиночному та парному розрядах.

## Титули на челленджерах

### Одиночний розряд: (2)
| Ранг | Дата | Турнір                     | Покриття | Суперник       | Рахунок                 |
| ---- | ---- | -------------------------- | -------- | -------------- | ----------------------- |
| 1.   | 1980 | Руаян, Франція             | Ґрунт    | Домінік Бедель | 6–7, 6–4, 6–1, 6–0      |
| 2.   | 1980 | Ле-Туке-Парі-Плаж, Франція | Ґрунт    | Жером Ваньє    | 6–4, 5–7, 6–4, 4–6, 6–2 |